# Jerzy Antoni Lewiński
Jerzy Antoni Lewiński przybrane nazwisko Jerzy Reda, ps. „Chuchro”, „Jurek” (ur. 14 czerwca 1908 w Mierzycach, zm. 24 listopada 1943 w Warszawie) – major saperów Wojska Polskiego, organizator i dowódca Kedywu Okręgu Warszawskiego Armii Krajowej

## Życiorys
Urodził się 14 czerwca 1908 w rodzinie Antoniego i Heleny z domu Dybek. Uczył się od 1919 uczęszczał w Wieluniu do Gimnazjum im. Tadeusza Kościuszki, a po jego ukończeniu w maju 1926 otrzymał świadectwo dojrzałości. Od października 1926 do lipca 1927 był absolwentem Szkoły Podchorążych Piechoty w Ostrowi, a w okresie od listopada 1927 do października 1930 Szkoły Podchorążych Inżynierii w Warszawie. Oficer instruktor od października 1930 w 5 batalionie saperów. Od kwietnia 1933 był oficerem WF, a w międzyczasie od września tegoż roku do lipca 1934 ukończył kurs instruktorów WF w CIWF w Warszawie. Był jednocześnie od października 1935 adiutantem, a od czerwca 1937 oficerem ds. wyszkolenia w batalionie. Mianowany został w październiku 1937 kierownikiem WF w Centrum Wyszkolenia Saperów. Słuchacz Wyższej Szkoły Inżynierii w Warszawie od listopada 1938. 
Podczas kampanii wrześniowej 1939 był w obronie Warszawy dowódcą 1 kompanii i zastępcą dowódcy 5 zmotoryzowanego batalionu saperów. Był ranny i dostał się do niewoli niemieckiej, ale zdołał zbiec z obozu jenieckiego w Radomiu, w którym był więziony i powrócił do Warszawy. 
Podczas okupacji niemieckiej używał nazwiska Jerzy Reda. Od grudnia 1939 w konspiracji w SZP–ZWZ. Początkowo był w składzie tzw. sztabu dywersji, a od sierpnia 1940 po aresztowaniu mjr. Kazimierza Mizerka dowodził batalionem saperów m.st. Warszawy. Łączył od czerwca 1942 funkcję dowódcy saperów i dowódcy Związku Odwetu Okręgu Warszawa AK w stopniu kapitana służby stałej pod pseud. „Jurek”, a od połowy tego roku „Chuchro”. 
Był organizatorem i od listopada 1942 dowódcą Kedywu Okręgu Warszawa AK. Mianowany majorem służby stałej rozkazem L.96/BP z 1 czerwca 1943. Organizował wiele akcji zbrojnych poczynając w nocy z 7 na 8 października 1942 od głośnej akcji „Wieniec”. Uczestniczył osobiście 23 kwietnia 1943 m.in. w akcji pomocy dla getta warszawskiego („Akcja Getto”), znajdującego się przy ul. Okopowej. Po 6 listopada 1943 został aresztowany, gdy wieczorem szedł do domu przy ul. Polnej 50, a 24 listopada 1943 rozstrzelany w ulicznej egzekucji. 

Jego następca Józef Rybicki w sprawozdaniu półrocznym Kedywu Okręgu Warszawa AK za czas od 1 września 1943 do 1 marca 1944 napisał: 

„Kończąc to sprawozdanie pragnę jeszcze zwrócić uwagę na wielki wstrząs, którego doznał Kedyw Okręgu w czasie sprawozdawczym. Było to aresztowanie komendanta Kedywu Okręgu – „Chuchro”. Zabrakło Okręgowi jego fachowych wiadomości, doświadczenia, umiejętności doboru i kierowania ludźmi. Zaufanie podkomendnych żołnierzy do niego było czynnikiem spajającym pracę w Kedywie. Jego pracowitość, ofiarność w pracy była drogowskazem dla podległych mu żołnierzy. To, że Kedyw Okręgu po stracie jego poszedł bez zahamowania naprzód, jest jego niezaprzeczalną zasługą. Stworzył on fundamenty, na których jego następca mógł oprzeć swoją dalszą pracę”.

Jego imię znajduje się na tablicy pamiątkowej, która została odsłonięta w 1981 w kościele w Wieluniu. 

## Awanse
- kapitan – 1939
- major – 1 czerwca 1943

## Ordery i odznaczenia
- Srebrny Krzyż Zasługi – 1934